# Heinz Guderian
Heinz Guderian, né le 17 juin 1888 à Culm, arrondissement de Culm (de) (province de Prusse-Occidentale) et mort le 14 mai 1954 à Schwangau en Bavière, est un général (Generaloberst) de l'Armée de terre allemande de la Seconde Guerre mondiale. Surnommé « Heinz le Rapide » (Schneller Heinz), il est l'un des concepteurs de l'arme blindée allemande. Il a appliqué la doctrine de la guerre éclair (en allemand : Blitzkrieg), incluant l'utilisation intensive des chars d’assaut, lors des invasions de la France (1940) et de l'Union soviétique (1941).
Tombé en disgrâce auprès de Hitler après son échec lors de la bataille de Moscou à la fin 1941, il est rappelé comme inspecteur de l'arme blindée en 1943, puis comme chef de l'état-major général de l'armée de Terre de juillet 1944 à mars 1945.
Prisonnier de guerre des Américains de 1945 à 1948, il est libéré sans être inculpé de crimes de guerre. Après sa libération, il devient un des conseillers pour l’organisation des forces blindées de la future armée de l'Allemagne de l'Ouest, la Bundeswehr. Celle-ci voit le jour un an et demi après sa mort, le 12 novembre 1955, pour être aussitôt intégrée à l‘Alliance atlantique, alors en guerre froide contre le bloc soviétique. L'image qu'il se donne à travers ses mémoires, niant tout rapport avec les exactions meurtrières du régime nazi, participe à la création du mythe d'une Wehrmacht aux mains propres durant la guerre.

## Jeunesse
Heinz Guderian est né le 17 juin 1888 à Kulm, en polonais Chełmno. Il est issu d’une vieille famille prussienne. Son père est le général Friedrich Guderian (1858-1914). De 1901 à 1907, le jeune Heinz étudie dans plusieurs écoles militaires, notamment l'École de guerre de Metz, alors première place forte de l'empire allemand. Il en sort avec le grade de sous-lieutenant ; Guderian est affecté, le 27 janvier 1908, au 10e bataillon de chasseurs à pied (de), en garnison à Bitche, bataillon qui était commandé par son père. Il reste à Bitche jusqu'en octobre 1909, date à laquelle son bataillon regagne sa garnison d'origine à Goslar. En 1911, Guderian est transféré dans le troisième bataillon de télégraphie du même régiment.
En 1913, il épouse Margarete Goerne (1893-1972). Le couple a ensuite deux fils.

## Première Guerre mondiale et entre-deux-guerres

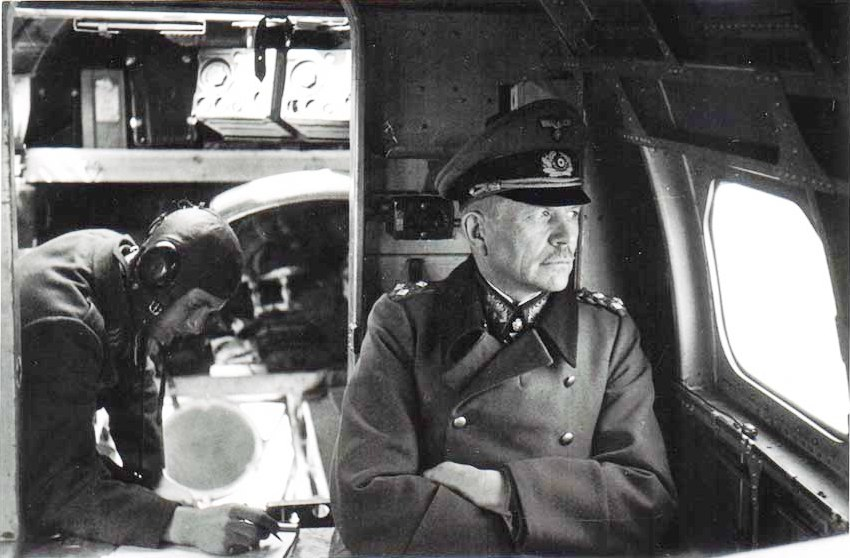
Heinz Guderian, général de l’armée

Pendant la Première Guerre mondiale, il sert comme officier des transmissions puis en état-major dans des fonctions de renseignement et enfin de logistique.
En 1919, alors détaché en Courlande (en actuelle Lettonie), il participe à une mutinerie.
Au cours de la guerre civile en Russie, il participe aux combats près de Kazan, à la tête d'une unité allemande.

### République de Weimar
Après la guerre, il reste incorporé dans la nouvelle force réorganisée de cent mille hommes mise en place par le traité de Versailles, la Reichswehr, où il intègre le bureau de l'inspection des transports motorisés, sous le commandement d'Oswald Lutz, son mentor. Parlant couramment l’anglais et le français, il étudie, influencé par J. F. C. Fuller et dans une moindre mesure par Liddell Hart, qu’il fait traduire.
Guderian, fortement marqué par les succès en Russie et en Italie en 1917, théorise l'importance de la rapidité et de l'exploitation de la rupture dans la profondeur pour la victoire. Il adapte à cette idée l'emploi des blindés dans une armée moderne, utilisant massivement l'aviation et les chars, reliés entre eux et au poste de commandement par la téléphonie sans fil. Il définit aussi les principes et les caractéristiques des futurs blindés.

### Troisième Reich
Après l'accession au pouvoir de Hitler, qui approuve sa vision sur l'utilisation des unités motorisées et blindées, Guderian participe à l'élaboration des Panzer I et II, légers et faiblement armés, puis, des engins plus lourds de type Panzer III et IV, qui contribueront aux succès des campagnes de Pologne et de France. Dans son livre, Achtung - Panzer !, paru en 1937, Guderian développe ses conceptions d'utilisation de ces chars en unités autonomes et très mobiles, concentrées en un point du front et soutenues par l'aviation, ce qui sera appelé, plus tard, la guerre éclair ou Blitzkrieg. La stratégie de Guderian d’utiliser les chars en masse, protégés par un fort soutien aérien fait merveille.
En 1938, très impressionné par la « guerre des fleurs », l'annexion des Sudètes, il rapporte dans sa correspondance privée son admiration pour Hitler et pour les succès qu'il obtient sans conflit militaire.

## Seconde Guerre mondiale
Pendant la Seconde Guerre mondiale, il sert comme commandant du XIXe corps d’armée dans la campagne de Pologne et de France. Il participe à la mise au point du plan d'attaque de la France d'après une idée initiale de Manstein. Il défend l'idée d'utiliser le maximum de blindés pour percer les lignes ennemies.

### Campagne de Pologne
Durant la campagne de Pologne, ses principes de recherche de la rupture du front adverse par l'emploi massif d'unités blindées et motorisées sont appliqués et donnent au Reich une victoire éclair. Lui-même est affecté à un secteur secondaire et ne joue pas un rôle important.
Le 22 septembre 1939, il participe, aux côtés des commandants soviétiques, à la parade militaire conjointe germano-soviétique à Brest-Litovsk.
À l'issue de la campagne, il recueille des retours d'expérience pour étudier ce qui peut être amélioré. Il relève notamment l'absence totale de coordination avec la Luftwaffe, et la difficulté de la logistique à suivre dans la profondeur.

### Campagne de l'Ouest
Comme Rommel, il pratique le commandement à partir de la zone d'opérations. Débouchant du massif ardennais, considéré comme « impénétrable » et « infranchissable » par l'état-major français, il commande le XIXe corps d'armée en tête de l’effort principal lors de la percée de Sedan durant la première phase de campagne de l'Ouest (Fall Gelb). Il s'empare d'Amiens, de Boulogne-sur-Mer et de Calais malgré les ordres d'arrêt de ses supérieurs, effrayés par les possibles conséquences de son incursion au milieu du dispositif franco-britannique, . Il est stoppé sur ordre d'Hitler dans sa marche vers Dunkerque (une initiative personnelle). Son indiscipline aura payé grâce à la désorganisation de l'armée française, au beau temps et au bon état des routes.
Lors de la seconde phase de la campagne (Fall Rot) commençant par l'attaque de la ligne Weygand, il est un temps stoppé par le mordant des unités françaises, ne parvenant à franchir l'Aisne que le 10 juin. Quelques jours plus tard, il contribue à l'encerclement des unités françaises de la ligne Maginot en menant ses troupes jusqu'à la frontière suisse.

### OpérationBarbarossa

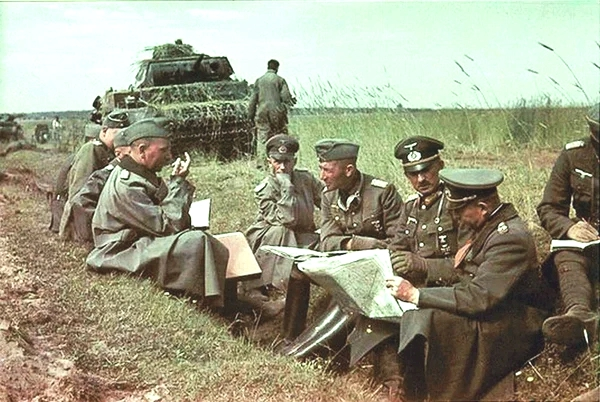
Le général Guderian avec son état-major durant la bataille de Moscou.

Il est réservé sur les chances de succès de l'opération de l'invasion de la Russie : il doute de la capacité de la Wehrmacht à infliger une grande défaite à l'Armée rouge entre la Dvina et le Dniestr. Ses notes destinées à l'OKH, le haut-commandement de l'Armée de terre allemande, au sujet des effectifs soviétiques (en chars d'assaut, surtout), fondées sur ses missions en URSS en 1934, suscitent au cours de la phase préparatoire de l'opération des réactions amusées de la part de ses supérieurs, même si, dès le 4 août 1941, au cours d'une conférence d'État-Major à laquelle il prend part, Hitler lui donne raison.
Lors de l'invasion de l'URSS (opération Barbarossa), placé à la tête du Panzergruppe 2 - renommé, à partir du 5 octobre 1941, la seconde armée panzer (2. Panzer-Armee), il est sous les ordres du  Feldmarschall Fedor von Bock, commandant le groupe d'armées Centre. Il participe à l'avance vers Minsk et Smolensk dont il complète les encerclements par le sud.
Il mène, avec ses divisions, plusieurs encerclements secondaires sur le flanc du groupe d'armées sans pouvoir progresser beaucoup vers l'est, bloqué par la combativité soviétique sur cet axe, qu'il constate dès le 3 juillet : ses unités sont bloquées devant Roslavl-Yelna, carrefour routier, pendant quelques semaines, par une résistance soviétique farouche. À cette occasion, son armée affronte 6 des 17 armées lancées contre la Wehrmacht.
À la fin de l'été, constatant l'usure des hommes et du matériel, usure renforcée par l'éloignement des bases de ravitaillement, il défend l'idée d'une attaque directe sur Moscou avant l'arrivée du mauvais temps alors qu'Hitler décide de concentrer ses forces sur Kiev et l'Ukraine, malgré les objections de Guderian formulées lors de la réunion le 23 août.
Durant le mois de septembre, il participe néanmoins à la conquête de l'Ukraine, lancée pour des motifs économiques et stratégiques ; cette offensive est une réussite malgré l'état des routes. Après ce succès éclatant, son groupe d'armées blindées participe à l'offensive contre Moscou, décidée courant septembre, dont il anticipe alors le succès. Guderian, avec son groupe blindé, doit prendre la tête de la partie sud de la tenaille. L'offensive débute le 30 septembre et se solde par l'encerclement de Briansk, réduit le 18 octobre par l'infanterie, et la prise par surprise d'Orel, le 9 octobre en pleine journée ; cette brillante offensive s'achève, alors que les défenses de Moscou sont enfoncées, dans la boue générée par les pluies de l'automne russe.
Au mois de novembre, ses unités participent au dernier effort pour prendre la ville, lancé le 16 par un temps couvert ; engagées très à l'est de Moscou, bloquées aux environs de Toula, ses unités, décimées par le froid et le manque de ravitaillement, sont victimes de l'offensive soviétique de Joukov, lancée le 6 décembre. Le 20 décembre au Quartier général de Rastenburg, Guderian, conscient de la précarité de la position allemande en Russie (comme il l'expose aux proches de Todt en novembre) tente en vain d'expliquer les faits à Hitler en demandant une retraite sur des points déjà fortifiés : face à Hitler, arc-bouté sur son expérience de soldat des tranchées, il défend la retraite sur des lignes plus courtes.
Il est limogé le 26 décembre — à la suite d'un échange de vues avec Hitler, non seulement après un rapport de Kluge son nouveau supérieur, mais surtout après un mouvement de repli non autorisé par Hitler — et se retrouve transféré dans la réserve de l’Oberkommando des Heeres.
Durant les premiers mois de cette campagne, il semble d'accord avec son supérieur hiérarchique, le Generalfeldmarschall Fedor von Bock, pour ne pas faire appliquer le Kommissarbefehl, l'ordre d'exécution systématique des commissaires politiques et des cadres du Parti communiste soviétique, au fur et à mesure de l'avance allemande en URSS.

### Inspecteur général des blindés
Guderian vit une période de disgrâce jusqu'à sa nomination, à partir du 1er mars 1943, au poste d'inspecteur général des troupes blindées, poste qui dépend directement de Hitler : il obtient ainsi la haute main sur l'ensemble des unités blindées, qu'elles dépendent de la Wehrmacht ou de la SS, la conception des blindés et leur production, travaillant en lien avec Speer et les responsables des industries d'armement. À ce titre, il est un acteur du programme de Panzer Adolf Hitler, annoncé le jour de sa nomination.
Il devient l'un des proches conseillers de Hitler en matière de choix d'armements : il encourage la mise en service de canons d'assaut chenillés, chasseurs de chars dotés d'une pièce surpassant en portée celle des véhicules ennemis. À ce titre, il assiste à de nombreuses présentations d'équipements militaires — des blindés et des pièces d'artillerie — dont il défend l'engagement massif uniquement lorsqu'ils sont parfaitement au point et manœuvrés par des équipages formés. De plus, officier d'état-major dépendant uniquement de Hitler, il le côtoie au quotidien lors des conférences et reconnaît les qualités de ce dernier comme commandant en chef.
Membre de l'État-Major général, mais sans rôle opérationnel, il aurait émis des réserves sur les chances de succès de l'opération Zitadelle (bataille de Koursk), dès les prémices de sa préparation lors de la conférence de Munich les 3 et 4 mai 1943, dont il anticipe l'échec en raison des faiblesses des chars Tigre et Ferdinand. Son point de vue n'a convaincu ni la direction de l'armée ni Erich von Manstein qui commandait la plus puissante des forces chargées de l'attaque.
Guderian privilégie la production de canons d'assaut et de chasseurs de chars. Ceux-ci, bien protégés, discrets par leur petite taille, bien armés, agiles et rapides, permettent de mieux combler le déficit en blindés que les chars classiques et sont adaptés à la posture défensive de l'Allemagne durant la fin de guerre. Ces armes sont toutefois mal adaptées aux opérations offensives ou à la défense élastique, car ils sont dépourvus de tourelle et sont vulnérables s'ils viennent à décheniller. Incorporés dans les divisions d'infanterie motorisées (Panzergrenadiere) et les unités d’infanterie, les canons d'assaut permettent pour une grande part d’éviter la rupture du front à l’Est. Ces armes prouvent aussi leur efficacité sur le front occidental. Guderian préconise la production exclusive de Panzer IV à la place de Panzer V Panther, qu'il juge trop long et trop coûteux à produire. Ses recommandations ne sont pas appliquées, même s'il obtient au moins que le Panzer IV, véritable colonne vertébrale de la Panzerwaffe, ne soit pas abandonné.
Ce travail est à la base de la refonte des unités blindées durant l'année 1943 ; la Panzerdivision voit ainsi son organisation modifiée : elle comporte quatre régiments, deux régiments d'infanterie portée, un régiment de chars à deux bataillons, composés pour l'un de quatre compagnies de Panther, pour l'autre de quatre compagnies de Panzer IV, soit 88 chars pour chaque bataillon et un régiment d'artillerie. À ces quatre régiments s'ajoutent un bataillon de chasseurs de chars, doté de 42 canons d'assaut chenillés, un bataillon du génie et un bataillon de transmissions : la nouvelle division compte ainsi 17 000 hommes, 180 chars et 50 canons d'assaut. De plus, ayant autorité sur l'ensemble des divisions blindées, il participe à la refonte des unités blindées SS, en leur donnant la même structure que celle de la Wehrmacht, et en encourageant leur utilisation dans chaque situation critique.
Guderian est un acteur important dans la conduite de la guerre, essentiellement à l'Est, là où est déployée la majorité des unités blindées qu'il a contribué à réformer. Cette action se manifeste lors de la mise à l'écart d'Ernst Busch, jugé responsable de la déroute en Biélorussie, et de son remplacement par Model, qu'il qualifie, dans ses mémoires, de « meilleur homme possible » pour colmater le front de l'Est éventré. De même, dès 1943, il défend l'idée de fortifier le front dans la profondeur, afin de mettre en place plusieurs lignes de défense, permettant de réaliser des économies dans le déploiement des unités. D'accord avec Hitler sur la nécessité de fortifier le front allemand, il diverge avec ce dernier sur l'usage stratégique de ces fortifications : Hitler souhaite utiliser les unités ainsi libérées pour attaquer à nouveau à l'Ouest, tandis que Guderian, appuyé par Speer, souhaite reconstituer une réserve stratégique dans le Reich.
Le 21 juillet 1944, le lendemain de l'attentat contre Hitler, Guderian, considéré comme l'un des généraux allemands les plus nazis et les plus capables, devient chef d'état-major adjoint de l'Armée de terre, en remplacement d‘Adolf Heusinger, blessé au cours de l'attentat et soupçonné de complicité. Guderian prend aussi le rôle très politique de responsable du tribunal militaire chargé de purger l'armée à la suite de l'attentat du 20 juillet, imposant à son état-major une loyauté inconditionnelle à Hitler et au régime.

### Juillet 1944 - mars 1945: sur le front de l'Est
Guderian supervise les opérations du front de l'Est à partir du mois de juillet 1944. Son état-major est situé à Zossen, dans le Brandebourg.
Désormais chef d'état-major général de l'Armée de terre à compter de ce moment, il doit prendre en compte les exigences du commandement en chef de la Wehrmacht (OKW), responsable du front occidental, défendre le point de vue des commandants d'unités engagées sur le front de l'Est, relégué, dans la perspective de la préparation de l'offensive des Ardennes, à une place secondaire dans les approvisionnements et le déploiement d'unités nouvelles ou reconstituées ; il exige cependant une allocation de 360 000 soldats par mois à partir de janvier 1945, pour consolider et étayer le front éventré. Pour pallier cet état de fait, il propose, à de nombreuses reprises durant l'automne, l'évacuation, sur des positions préparées à l'avance, d'un certain nombre de territoires occupés par la Wehrmacht, ce qui aurait pour effet un raccourcissement du front et des lignes de communication.
Ses incessantes demandes de renfort ne sont pas toutes refusées, car il obtient en janvier 1945, le renfort de quatre divisions, transférées depuis l'Ouest ou l'Italie, en échange d'un affaiblissement du front allemand devant Varsovie, les unités prélevées sur la Vistule étant dirigées sur la Hongrie.
S'il doit composer avec les demandes du front occidental, les unités qu'il dirige sont encore en mesure d'infliger, peu de temps après sa prise de commandement, un coup d'arrêt tactique devant Varsovie à l'offensive soviétique, avec des unités de Panzer rameutées de Galicie. Dans le même temps, il anticipe non seulement le succès soviétique de l'offensive Kovel-Lublin, mais aussi l'échec d'un coup de main soviétique sur Varsovie dans la lancée de l'offensive d'été soviétique, en août ou en septembre 1944. Il tente ainsi d'organiser la défense allemande sur la Vistule, en amont de Varsovie, supervisant la mise en place de la résistance allemande après les échecs de l'offensive Lvov-Sandomierz.
Enfin, dans le contexte de la répression du complot du 20 juillet et de suspicion à l'encontre des officiers de carrière, il doit démontrer sa loyauté au régime : ainsi, garant de la loyauté de l'état-major, il s'entoure de collaborateurs non seulement compétents mais aussi fidèles du régime. De même, dès le 29 juillet, il décrète que parmi l'ensemble des officiers d'état-major il doit aussi y avoir un officier instructeur national-socialiste. Cependant, ses relations avec Hitler deviennent rapidement orageuses, malgré l'assentiment de Goebbels à sa nomination. De même, Guderian, responsable de l'OKH, est l'un des acteurs importants de la création du Volkssturm, armée levée parmi les civils, confiée au NSDAP et à la valeur opérationnelle toute relative : dès l'apparition d'une menace soviétique directe sur les frontières du Reich, il préconise la mise en place d'unités formées à la guérilla, mélange de ruse, de tromperie et d'imagination, fortement inspirées des romans de Karl May, appréciés par Hitler.
À l'automne 1944, après avoir reconstitué un réseau militaire en Pologne et coordonné la défense victorieuse de la Prusse orientale, mais essuyé des refus à ses demandes évacuation de la poche de Courlande, il défend, lors de la préparation d'une possible offensive d'hiver, l'opportunité de concentrer le maximum d'unités à l'Est afin de déclencher cette offensive sur le front de l'Est, contre l'avis de Hitler, qui voit dans la situation des Alliés occidentaux une occasion pour reprendre l'initiative à l'Ouest. Dans le même temps, d'accord avec les commandants du front, mais en désaccord avec Hitler, il travaille à la réforme de l'organisation du front de l'Est, proposant une refonte de la ligne de front, refusée par Hitler ; à chaque demande de retrait préalable d'unités sur des positions établies dans la profondeur du dispositif allemand, le refus essuyé par Guderian est toujours justifié de la même manière : Hitler accuse ses généraux de « toujours regarder vers l'arrière ».
Au cours de l'été 1944, dans la lignée de ce qu'il préconise depuis près d'une année, le nouveau chef de l'OKH, persuadé que la fortification permet de tenir le front avec un nombre moindre de soldats, obtient, par décret, de Hitler la mission d'ériger des positions fortifiées sur le Front de l'Est, afin de faire de l'Est du Reich une gigantesque place forte : ainsi, le 27 juillet 1944, son ordre du jour reprend et étend à l'ensemble des régions sous contrôle allemand les dispositions d'Erich Koch, Gauleiter de Prusse-Orientale, relatives à l'érection de fortifications dans son Gau, alors directement menacé par l'Armée rouge. Un réseau de lignes de défense dans la profondeur du dispositif est ainsi élaboré, destiné soit à épuiser la probable offensive soviétique par la multiplication des assauts sur des lignes de défense plus ou moins parallèles, soit à permettre le sauvetage de l'Ostheer vers les lignes des Alliés occidentaux. Ainsi, le 28 novembre 1944, il ordonne la préparation d'une ligne de défense, la position Niebelungen allant de Presbourg à Stettin, en passant par Brünn et Francfort, puis, en février 1945, une dernière ligne de défense, adossée à l'Elbe. Ces lignes de défense, longues de plus de 2 000 km cumulés, sont plus ou moins achevées lors de l'offensive soviétique et se voient correctement équipées en armes de capture et en munitions, mais leur valeur est conditionnée par leur occupation par des bataillons de forteresse correctement formés, que Guderian obtient en tamisant les effectifs de réformés, mais qu'Hitler dilapide en lançant contre les Alliés occidentaux durant le mois de septembre 1944.
De même, à l'automne, il coordonne la défense victorieuse de la Prusse-Orientale, face à une première tentative d'invasion soviétique lancée durant la seconde quinzaine du mois d'octobre 1944.
Peu de temps avant le déclenchement de l'opération Nordwind en Alsace, informé de l'ampleur de la préparation de l'offensive d'hiver soviétique par les services de Gehlen, il demande à Jodl seul, puis en présence de Hitler, lors de ses trois visites au poste de commandement de l'Adlerhorst entre le 24 décembre 1944 et le 9 janvier 1945, des renforts pour le front de la Vistule, un « château de cartes », fragile au point de s'écrouler à la première attaque, et doit essuyer un refus. Lors de sa deuxième visite, il obtient cependant le renfort de quatre divisions blindées, aussitôt dirigées, à la demande de Hitler, vers la Hongrie, et engagées dans les opérations autour de Budapest ; à ces occasions, il se heurte au refus violent de Hitler.
Analysant correctement les renseignements mis à sa disposition par Gehlen, le chef du renseignement militaire allemand, il pronostique non seulement le déclenchement de l'offensive d'hiver soviétique, mais aussi ses principaux axes de pénétration à l'intérieur des territoires encore contrôlés par le Reich. À partir du déclenchement de l'offensive Vistule-Oder, ses relations avec Hitler deviennent houleuses, ce dernier opérant, contre toute raison, des changements de commandement tels que, selon Léon Degrelle, plus personne ne comprend rien à la « valse » des commandants d'unité, « valse » que Guderian, résigné, interprète comme un symptôme d'une méfiance exagérée de Hitler à l'égard du commandement. Ainsi, le 16 janvier 1945, il doit affronter la colère de Hitler au sujet de l'évacuation de Varsovie : l'OKH, sur son ordre, émet un ordre de retraite le 15 janvier, pensant que la ville est déjà tombée, mais, en fin de journée, lors de la conférence avec Hitler, à l'annonce que l'évacuation se poursuit, Hitler ordonne son arrêt, refusé par les officiers en poste sur le front. À l'issue de ces mouvements de troupes, ses collaborateurs et lui-même sont inquiétés : deux de ses proches conseillers sont envoyés sur le front, un troisième en camp de concentration et Guderian lui-même, cardiaque, est interrogé pendant deux jours par la Gestapo.
Dès le 14 janvier 1945, durant la phase d'exploitation de l'offensive d'hiver soviétique, il se montre sceptique sur les capacités des unités allemandes à stopper efficacement les pointes blindées soviétiques, sans l'apport des unités déployées en Hongrie depuis le mois de décembre afin de dégager la capitale hongroise encerclée. Il se montre cependant intraitable envers ses subordonnés dépassés par les succès soviétiques, se bornant alors à seconder Hitler dans ses remontrances à Reinhardt, commandant du groupe d'armées centre, obligeant ce dernier, le 17 puis le 25 janvier à ordonner à ses unités dépassées de résister sur place à l'Armée rouge. Devant cet état de fait, il doit faire face à la méfiance des généraux du front, qui lui masquent certaines de leurs manœuvres de retrait, notamment celle qui aboutit au limogeage de Reinhardt, le 26 janvier 1945.
Face aux succès soviétiques, affolé, il supplie Hitler de lui confier les moyens de défendre le bassin industriel de Haute-Silésie, directement menacé depuis le 15 janvier, et réellement mis en défense à partir du 22 janvier.
Pour défendre Berlin, directement menacée, Guderian improvise la concentration de toutes les unités disponibles sur l'Oder, dans le cadre d'un groupe d'armées Vistule confié, contre le souhait du chef de l'OKH, à Himmler, efficacement secondé, après un échange violent avec Hitler, par Walther Wenck. Totalement dépassé par les deux percées soviétiques autour de Sandomierz et de Varsovie, Guderian se rapproche de Jodl, responsable de l'OKW, pour lui demander des unités de renfort afin de disposer de moyens à même de stopper l'avance soviétique. Durant le mois de mars, il suit les consignes de Hitler, ordonne des contre-attaques sur les positions soviétiques de l'ouest de l'Oder, parfois contre l'avis de ses commandants d'unités ; toutes ces actions vouées à l'échec accentuent sa disgrâce, matérialisée par son renvoi définitif le 28 mars 1945, à l'occasion de l'échec de la dernière contre-offensive allemande du secteur, lancée afin de dégager la ville de Küstrin.
Devant l'ampleur de la défaite allemande qui se profile au début 1945, il se rapproche, au début du mois de mars, de Himmler, dont il n'ignore pas les liens avec des diplomates de pays neutres, pour lui suggérer de tenter de parvenir à un accord avec les Américains et les Alliés occidentaux. Goebbels, fin observateur des luttes de pouvoir au sein du Troisième Reich, voit dans ces démarches l'une des causes, sinon la cause principale, de son renvoi.
Le 15 mars 1945, d'accord avec Speer, il s'oppose à certaines décisions de Hitler, tout d'abord dispositions contenues dans les ordres de terre brûlée édictés par Hitler : en effet, il soumet les dynamitages des infrastructures de transport à une autorisation spécifique pour chaque destruction, puis la volonté de refuser la fin du conflit, au moins à l'Est.
Il s'oppose de plus en plus à Hitler, sur les opérations en Hongrie ou sur le retrait des unités bloquées en Courlande (le 25 janvier, puis au cours du mois de février, il demande à plusieurs reprises l'évacuation de la poche, sans succès). Au mois de février 1945, il affronte Hitler à de nombreuses reprises et doit littéralement être extirpé de ses confrontations, le 4 février par Göring, lors d'un échange sur la contre-attaque allemande en Poméranie, le même jour par son aide de camp à la suite d'un échange de vues au sujet de l'évacuation de la poche de Courlande. Il est limogé le 28 mars 1945, après une scène très violente au sujet de l'échec de la contre-offensive contre la tête de pont soviétique autour de Küstrin : début mars, la ville n'est plus ravitaillée que par un étroit couloir de trois kilomètres de large et, le 22 mars, elle est totalement encerclée. Une contre-offensive est rapidement lancée mais débouche sur un échec en dépit des moyens engagés ; Guderian, responsable du front Est, est alors accusé de cet échec.
Il est remplacé par le terne général Krebs, compétent mais falot, incapable surtout d'affronter Hitler, non seulement sur la conduite générale de la guerre à l'Est, mais aussi sur les décisions opérationnelles du quotidien du conflit.

## Nazisme
Heinz Guderian admirait sincèrement Hitler, et sa femme encore plus. Il soutient avant la guerre son audace, et lui trouve des excuses lors de la Nuit des longs couteaux et la démission de Werner von Fritsch. Il est l'officier de son rang qui voit le plus souvent Hitler en tête à tête, qui  le manipule en jouant sur son orgueil.
Il a joué un rôle important dans le Troisième Reich à partir de sa nomination comme inspecteur général des blindés. Ainsi, au cours de l'année 1943, il participe, avec Albert Speer, à la propagande mise en place autour du programme de Panzer Adolf Hitler, se montrant notamment lors de cérémonies de remises de décorations à des ouvriers méritants, ou lors du discours de Himmler annonçant la mobilisation du Volkssturm, le 18 octobre 1944, date anniversaire de la bataille de Leipzig, à Bartenstein, en Prusse orientale.
Il joue aussi un rôle important lors de la mise en échec de la conjuration du 20 juillet, arrêtant lui-même les unités engagées dans la prise du quartier général berlinois de la SS, ou siégeant à la cour d'honneur qui exclut de l'armée 55 officiers compromis dans la conjuration, les livrant ainsi aux juridictions civiles.
Il se montre également partisan de la mise en place d'officiers nationaux-socialistes dans l'armée de terre, et utilise au mieux les déprédations soviétiques, viols, pillages, afin de galvaniser les résistances dans le Reich, comme lors de la prise de Memel par l'Armée rouge au début du mois d'octobre 1944. La mise en place et le déploiement de ce corps d'officiers n'empêchent nullement la manifestation de sentiments défaitistes au sein des états-majors des groupes d'armées, notamment celui de Schörner.
Cependant, à partir du 12 janvier 1945, il s'éloigne de plus en plus de Hitler et de sa manière de conduire le conflit, allant jusqu'à appuyer Speer et Himmler dans leurs tentatives, soit d'atténuer les effets de la politique de la terre brûlée, soit de mettre fin au conflit. De même, soutenu sur ce point par Goebbels, il se plaint auprès de Bormann des effets de la propagande encouragée par le NSDAP contre les officiers en poste.

## Après-guerre
Guderian est fait prisonnier par les Américains le 10 mai 1945 et libéré le 17 juin 1948, malgré les protestations du gouvernement polonais. En 1945, il n'a pas été déféré au procès de Nuremberg, ses actions n'ayant pas été qualifiées de crimes contre la paix, mais jugées cohérentes de la part d'un soldat professionnel.

## Famille
Son fils Heinz Günther Guderian (23 août 1914 – 25 septembre 2004) fut officier de la Wehrmacht, puis après la guerre, officier, major général et inspecteur des troupes blindées de la Bundeswehr et de l'OTAN.

## Mémoires
Guderian est le premier des grands chefs militaires allemands à publier ses mémoires, Panzer Leader (traduit Souvenirs d'un soldat en français). Le livre est un succès de librairie et donne une version des campagnes de France et d'URSS qui, combinée avec le texte de Erich von Manstein, Victoires perdues, marque longtemps l'historiographie de la Seconde Guerre mondiale.
Dans ses mémoires, Guderian s'abstient de tout point de vue autre que militaire et passe sous silence toutes les exactions dont il a pu être témoin, aussi bien sur le front qu'en tant qu'inspecteur des troupes blindées. Jean Lopez qualifie l'ouvrage de « monument de mauvaise foi, d'omissions et de mensonges ». Il affirme par exemple n'avoir jamais reçu « l'ordre sur les commissaires » (Kommissarbefehl), émis par sa hiérarchie juste avant l'invasion de l'Union soviétique, et qui autorise les troupes à commettre des crimes de guerre. Or, il sera plus tard prouvé que Guderian avait bel et bien reçu cet ordre, l'avait transmis aux unités sous son commandement et fait appliquer.
Nommé à la tête de l'OKH en juillet 1944, il passe sous silence certaines modalités de sa prise de poste, notamment la mise en place des officiers de liaison nationaux-socialistes.
Guderian affirme également avoir été informé des contacts de Himmler avec les Alliés au cours de l'hiver 1944 et tenté de persuader ce dernier de rechercher une solution politique avec les Alliés, lors de leur entrevue du 21 mars 1945, quelques jours avant d'être limogé.
Guderian blâme Hitler pour l'essentiel des erreurs allemandes et ne reconnaît guère s'être trompé. Son texte est l'un des principaux écrits à l'origine du mythe d'une Wehrmacht « propre ».

## Décorations
- Croix de fer (1914)
  - 2e classe (17 septembre 1914)
  - 1re classe (8 novembre 1916)
- Croix d'honneur pour les combattants 1914-1918 en 1934
- Médaille de l'Anschluss (13 mars 1938)
- Médaille des Sudètes avec barrette du château de Prague (1er octobre 1938)
- Agrafe de la croix de fer (1939)
  - 2e classe (5 septembre 1939)
  - 1re classe (13 septembre 1939)
- Insigne de combat des blindés en argent
- Croix de chevalier de la croix de fer avec feuilles de chêne
  - Croix de chevalier le 27 octobre 1939 en tant que General der Panzertruppe et commandant du XIX. Armeekorps[104]
  - 24e feuilles de chêne le 17 juillet 1941 en tant que Generaloberst et commandant du Panzergruppe 2[105]
- Mentionné par cinq fois dans le bulletin radiophonique Wehrmachtbericht (6 août 1941, 7 août 1941, 21 septembre 1941, 18 octobre 1941 et 19 octobre 1941)

## Propriété en Pologne occupée
Après l'invasion de la Pologne, un grand nombre de propriétés furent saisies par le gouvernement allemand. Hitler, pour s'assurer de la loyauté de ses principaux généraux, leur offrit des biens et, au printemps 1942, il suggéra que Guderian s'installe dans le Warthegau, terre de ses ancêtres, en Pologne annexée. Après avoir reçu une liste de plus d'une douzaine de propriétés polonaises et les avoir visitées, il porta son choix sur un très grand domaine qui ne figurait pas sur la liste. Mais devant l'opposition du Gauleiter Arthur Greiser, appuyé par Himmler, compte tenu de la taille de ce domaine (2 800 hectares), Guderian fit le choix dans une seconde liste. En octobre 1943, il se vit accorder une propriété de 974 hectares à Deipenhof (aujourd'hui Głębokie (en), près de Kruszwica). Les occupants furent expulsés et il en fit sa résidence familiale. Après guerre, Guderian a, dans ses mémoires, changé les dates et les circonstances de la situation afin de présenter la prise de contrôle de cette propriété comme un cadeau légitime pour y passer sa retraite,.